# 16675 Torii
16675 Torii è un asteroide della fascia principale. Scoperto nel 1994, presenta un'orbita caratterizzata da un semiasse maggiore pari a 2,3280321 UA e da un'eccentricità di 0,0870353, inclinata di 7,97156° rispetto all'eclittica.